# Charles Beauclerk (11e duc de Saint-Albans)
Pour les articles homonymes, voir Charles Beauclerk et Beauclerk.
Charles Victor Albert Aubrey de Vere Beauclerk, 11e duc de Saint-Albans (26 mars 1870 - 19 septembre 1934) est un pair britannique et soldat, connu comme comte de Burford avant 1898.

## Biographie
Beauclerk est le fils aîné de William Beauclerk (10e duc de Saint-Albans) et un filleul de la Reine Victoria et Albert, Prince de Galles. Il fait ses études au Collège d'Eton et par la suite rejoint le 1er Régiment de Life Gards en tant que Sous-lieutenant en 1893, devenant capitaine du régiment de volontaires du Sud Nottinghamshire en 1898 et, plus tard, servant avec le 3e bataillon du Régiment des Royal Scots.
Beauclerk hérite des titres de son père en 1898 et est mort en 1934, âgé de 64 ans. Il est célibataire et sans enfant et ses titres sont transmis à son demi-frère, Osborne.
Beauclerk souffre d'une grave dépression toute sa vie, selon son demi-frère Osborne ou "Obby". les Syndics s'occupent de ses affaires de 1898 jusqu'à sa mort en 1934. Il est détenu à l'asile en vertu de certificats à Ticehurst de janvier 1899 jusqu'à sa mort.